# Чернов, Михаил Григорьевич
Михаил Григорьевич Чернов (1925—1986) — командир отделения 1-го батальона 238-го гвардейского Краснознаменного ордена Александра Невского полка 81-й гвардейской стрелковой Красноградской Краснознамённой ордена Суворова дивизии 7-й гвардейской армии 2-го Украинского фронта, гвардии сержант — на момент последнего представления к награждению орденом «Славы».

## Биография
Родился 2 января 1925 года в станице Кременской Клетского района Волгоградской области.
В декабре 1942 года добровольцем ушёл в Красную Армию. Воевал на Курской дуге. Участвовал в освобождении украинских городов Богодухов, Ромны, Прилуки. Был переведён в разведку.
12 июля 1944 года был награждён орденом Славы 3-й степени. 28 октября 1944 года за образцовое выполнение приказов командования ефрейтор Михаил Григорьевич Чернов был награждён орденом Славы 2-й степени.
28 марта 1945 года отделение сержанта Чернова первым форсировал реку Нитра, чем обеспечило переправу остальным подразделениям.
14 апреля 1945 года был награждён орденом Славы 3-й степени вторично. Сделано это было потому, что в личном деле не было сведений о предыдущих награждениях, и в представлении была запись «ранее не награждался».
8 апреля на западном берегу реки Моравы Чернов был тяжело ранен в голову. День Победы встретил в госпитале в Будапеште. В августе 1946 года демобилизован.
В 1981 году стало известно что орден Славы 3-й степени, которым Чернов был награждён в апреле 1945 года, вручен не был. Учитывая, что при награждении было допущено нарушение статута ордена Славы, документы были переоформлены.
Указом Президиума Верховного Совета СССР от 16 марта 1984 года в порядке перенаграждения Михаил Григорьевич Чернов награждён орденом Славы 1-й степени. Стал полным кавалером ордена Славы.
Умер 25 февраля 1986 года.